# Paleolozi
Dinastija Paleolog (grč. Παλαιολογος, mn. Παλαιολογοι, lat. Paleologus), bizantska velikaška obitelj i posljednja carska dinastija koja je vladala od 1258. do propasti Bizantskog Carstva 1453. godine.

## Povijest dinastije

### Velikaška obitelj do stjecanja carske krune
Paleolozi su bili dijelom maloazijskog vojnog plemstva. Prvi poznati pripadnik te velikaške obitelji bio je Nikefor, vojskovođa cara Mihaela VII. (1071. – 1078.). Uspon obitelji Paleolog počeo je za vladavine Komnena, kada su članovi obitelji počeli stjecati visoke vojne funkcije i povezali se ženidbenim vezama s najistaknutijim bizantskim obiteljima. Tako je Aleksije Paleolog oženio Irenu, kći cara Aleksija III. Angela (1195. – 1203.), dok je njegov sin Andronik oženio unuku bizantskog cara Andronika I. Komnena (1183. – 1185.), a car Teodor I. Laskaris povjerio mu je vojno ustrojavanje Nicejskog Carstva. Nakon Četvrtog križarskog rata i zauzeća Carigrada 1204. godine, Andronik je pronašao utočište na dvoru nicejskog cara Ivana III. Duke (1222. – 1254.), koji mu je također povjerio važne civilne i vojne dužnosti. Andronikov sin Mihael bio je namjesnik u Melniku i Seru. Nakon smrti nicejskog cara Teodora II. Laskarisa 1258. godine, Mihael se nametnuo kao regent njegovog maloljetnog sina Ivana IV., da bi se 1258. godine okrunio za cara.

### Uspon na carsko prijestolje
Godine 1261. Mihael VIII. je oslobodio Carigrad od zapadnjaka i obnovio Bizantsko Carstvo. Premda, obnovljeno Carstvo više nije imalo snagu i bilo je svedeno na malo područje, Paleolozi su se uspjeli održati na tronu sljedećih dvjesto godina.
Mihaelov sin i nasljednik na carskom prijestolju, Andronik II. (1282. – 1328.) nije uspio sačuvat snagu obnovljenog Carstva koje je za njegove vladavine počelo naglo slabiti. Zbog slabljenja bizantske mornarice, porasla je opasnost od Mlečana i Đenovešana, a porastao je i pritisak mladog i potentnog Osmanskog Carstva na granice Bizanta. Suočivši se s brojnim prijetnjama, Andronik II. je odlučio primiriti Srbe na sjeveru te je dao svoju kćer Simonidu za ženu srpskom kralju Milutinu i predao mu dio teritorija kao miraz. Godine 1328. svrgnuo ga je s prijestolja unuk Andronik III. (1328. – 1341.) koji je zajedno s Ivanom Kantakuzenom obnovio bizantsku flotu i proveo sudske reforme. Na Balkanu je uspio postići neke vojne uspjehe protiv srpskog kralja Stefana Dušana, ali nije uspio spriječiti pritisak Osmanlija na maloazijske posjede.
Za vladavine Andronikova sina, cara Ivana V., Bizant je bio razdiran građanskim ratovima, vjerskim sukobima i prodorom Turaka Osmanlija na područje Balkana. U vrijeme maloljetnosti novoga cara, došlo je do sukoba između Paleologa i Kantakuzena pod vodstvom Ivana Kantakuzena oko borbe za vlast nad državom. U taj sukob umiješali su se na jednoj od dviju strana srpski kralj Stefan Dušan, Turci, Bugari i Seldžuci. Sve to slabilo je snagu države, a sukob je dodatno pogoršavala i borba za vlast među samim članovima carske dinastije. Najžešći sukob bio je između cara Ivana V. i njegova starijeg sina Andronika IV., u kojem je na strani oca, sudjelovao Andronikov mlađi brat Manuel II. Paleolog. Godine 1385. umro je Andronik IV., ali njegov sukob s Ivanom V. nastavio je Andronikov sin Ivan VII. Paleolog koji je uspio zbaciti s prijestolja svog djeda, kojem je opet priskočio u pomoć sin Manuel II. i vratio ga na prijestolje.
U vrijeme vladavine cara Manuela II. (1391. – 1425.), Osmanlije su ostvarivale sve veću kontrolu nad Balkanom i vršile blokadu Carigrada. Pritisak je popustio tek nakon osmanskog poraza u bici kod Ankare 1402. godine, u kojoj su Mongoli teško porazila Bajazida I. Osmanski pritisak na Carigrad nastavljen je 1422. godine kada je Murat II. bezuspješno pokušao zauzeti bizantsku prijestolnicu.
Godine 1425. Manuel II. je odstupio s prijestolja i otišao u samostan, a vlast je preuzeo njegov stariji sin Ivan VIII. (1425. – 1448.), za kojeg je Bizant proživljavao svoje posljednje dane. Od nekoć velikog i moćnog Carstva, ostao je samo glavni grad Carigrad s okolnim područjem i dislocirani posjedi na teritoriju Grčke, osobito Morejska Despotovina. Kao i njegov otac, i Ivan VIII. je uzaludno tražio pomoć na Zapadu za obranu od Turaka. Nakon smrti, naslijedio ga je mlađi brat, posljednji vladar iz dinastije i ujedno zadnji bizantski car Konstantin XI. (1449. – 1453.) koji je poginuo tijekom osmanske opsade Carigrada.

### Paleolozi nakon gubitka carske krune
Nakon što je sultan Mehmed II. Osvajač izvršio opsadu Carigrada tijekom koje je poginuo posljednji bizantski car Konstantin XI. i osvojio ga uništivši Bizantsko Carstvo, Paleolozi su još uvijek gospodarili Morejom, na kojoj su vladali Demetrije i njegov brat Toma, posljednji od sinova cara Manuela II. Godine 1460. izbio je sukob između braće, zbog kojeg su intervenirali Turci i zauzeli posljednje neovisno uporište Paleologa. Toma je prebjegao u zapadnu Europu i pronašao utočište u Italiji. Kako bi dobio pomoć prešao je na rimokatoličanstvo. Do smrti se smatrao naslovnim carem Bizanta. Ta prava prešla su na njegova sina Andriju († 1502.) koji je umro bez potomaka, čime je izumrla carska linija Paleologa.

## Dinastija Paleolog-Montferrat
Nakon što je 1305. godine umro posljednji montferratski markiz iz dinastije Aleramovaca, Ivan I. (1292. – 1305.), vlast u markgrofoviji nasljedio je njegov nećak, Teodor od Montferrata, sin bizantskog cara Andronika II. Paleologa i Irene Montferratske, kćeri montferratskog markiza Vilima VII. († 1292.). Time je ta talijanska markgrofovija prešla pod vlast mlađe linije dinastije Paleologa.
Paleolozi su vladali Montferratom sve do 1533. godine kada su izumrli u muškoj lozi. Ipak, obitelj se nastavila preko nezakonitog sina Ivana Jurja, posljednjeg markiza od Montferrara, Flaminija, koji je utemeljio lozu Paleologo-Oriundi koja, navodno, i danas postoji.

## Popis vladara iz dinastije Paleologa
- Mihael VIII. (1261. – 1282.)
- Andronik II. (1282. – 1328.)
  - Mihael IX. (suvladar; 1295. – 1320.)
- Andronik III. (1328. – 1341.)
- Ivan V. (1341. – 1376.); (1379. – 1390.); (1390. – 1391.)
- Andronik IV. (1376. – 1379.)
- Ivan VII. (1390.); (1399. – 1402.)
  - Andronik V. (suvladar; 1400. – 1402.)
- Manuel II. (1391. – 1425.)
- Ivan VIII. (1425. – 1448.)
- Konstantin XI. (1448. – 1453.)